# Hugo Hennig (ingenjör)
Kurt Hugo Hennig, född 20 april 1877 i Borås, död 30 augusti 1951, i var en svensk ingenjör, textiltekniker och industriman.

## Biografi
Hugo Hennig var son till grosshandlare Kurt Hennig och Anna Liebold. 1902 gifte han sig med Anna Bengtsson. De blev föräldrar till åtta barn, Kurt, född 1903, död 1947, Margit, född 1905, Kerstin, född 1906, Stig, född 1908, Olof, född 1910, Inga-Lisa, född 1912, Gunvor, född 1913, och Bo, född 1917.
Hugo Hennig genomgick allmänna läroverket 1892 och Tekniska vävskolan i Borås, Textilhögskolan, 1894. Idag är Borås Tekniska vävskola en del av Högskolan i Borås. Därefter avlade han en statsexamen 1898 vid preussiska Högre Fackskolan för Textilindustri i Krefeld i den tyska delstaten Nordrhein-Westfalen i det före detta preussiska regionsområdet Düsseldorf. Staden Krefeld hade högre fackskola för textilindustri  Krefeld, som år 1702 blev en preusisk stad, var huvudort för den tyska siden- och sammetsindustrien, som grundlades på 1600- och 1700-talen av från grannländerna fördriva reformerta och mennoniter.

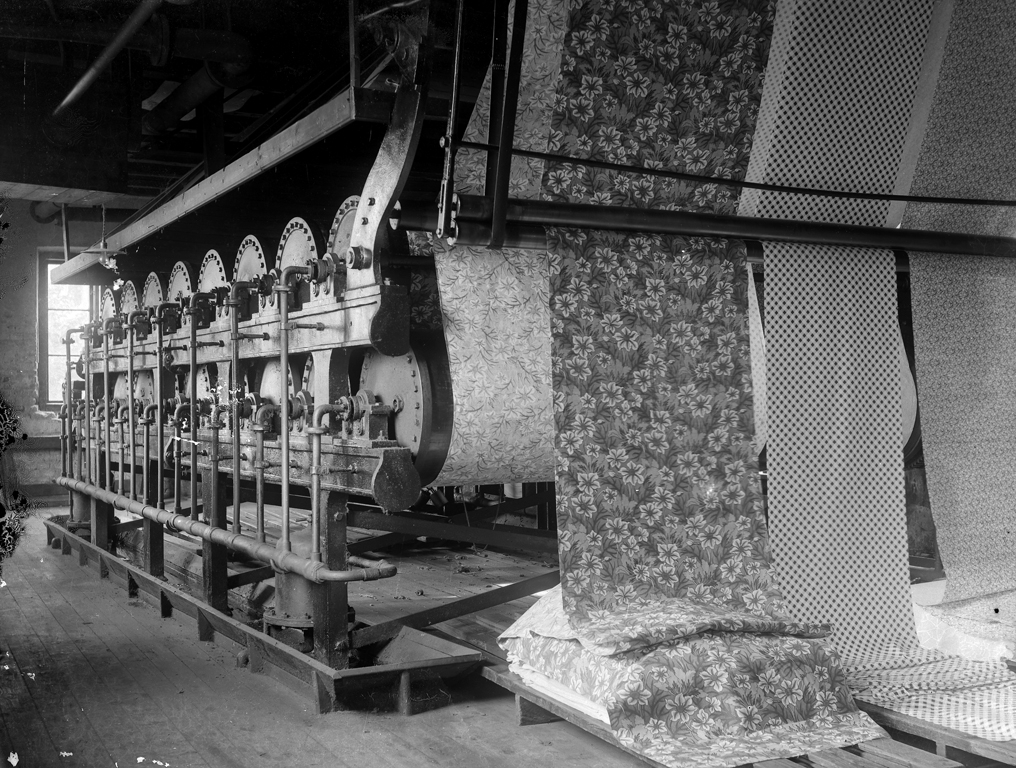
Hugo Hennig, fabriksinteriör, foto 1902, Borås stadsarkiv.

Åren 1894–1896 var Hennig dessinatör vid Mölnlycke Manufakturfabrik AB (tidigare Mölnlycke Väferi AB). Företaget hade grundats 1849 av Hugo Hennigs farfar, Gustav Ferdinand Hennig (1786–1853). Denne led skeppsbrott på den bohuslänska kusten och anlände till Göteborg 26 år gammal och  fick hjälp av en grosshandlare Melin att studera i Tyskland och England. Vid återkomsten startade han en egen grosshandel. Genom sin handel blev han intresserad av textilbranschen och köpte år 1823 mark vid Mölndals vattenfall, vid Mölndalsåns fors, och anlade ett bomullespinneri med garnfärgeri och en oljekvarn. År 1832 anlade han ytterligare ett för tiden mycket modernt spinneri, Rosendahls Fabriker AB i Mölndal. År 1847 sålde Gustav Ferdinand Hennig fabrikerna i Mölndal och avsåg att dra sig tillbaka. David Otto Francke, Mölndalskungen, köpte 1847 Rosendahls Spinneri och Färgeri i Mölndal av Gustav Ferdinand Hennig, som grundat verksamheten 1832 vid Mölndalsåns fors, i det som idag kallas Mölndals Kvarnby vid åns fall. Spinneriet eldhärjades kort därefter. År 1854 byggde Francke ett nytt bomullsspinneri, som började sin verksamhet 1856 och det året övertogs samtliga av ’’Rosendahls Fabriker AB’’ med Francke som disponent. Men Gustav Ferdinand Hennig trivdes inte med sysslolösheten utan köpte istället 1849 Råda socken i Härryda kommun av friherrinnan Martina von Schwerin. Vid säteriets vattenfall anlades bomullspinneri, blekeri och färgeri. Ett väveri stod klart 1853 och samma år fick han hjälp att driva fabriken av sin måg Bruno Wendel. Strax därefter, den 2 september 1853, avled Gustav Ferdinand Hennig.

## Agenturfirman AB Hugo Hennig
År 1910 grundade han en egen agenturfirma i Borås, AB Hugo Hennig, där han själv var verkställande direktör. De båda sönerna, Kurt och Olof, fick sedermera olika befattningar inom faderns firma AB Hugo Hennig. Kurt Hennig, född 1903, blev reseingenjör och direktör i företaget, och Olof Hennig, född 1910, utbildade sig till textilingenjör och blev styrelseledamot i företaget.

## Maskinfirma i Borås
Efter att Hugo Hennig arbetat som dessinatör vid Mölnlycke Manufakturfabrik blev han ordinarie lärare vid Tekniska vävskolan i Borås åren 1898-1905. Han var andre lärare i teoretisk och praktisk vävnadskonst vid Väfskolan i Borås. Föreståndare och lärare i teoretisk och praktisk vävnadskonst var 
Arthur Theodor Krebs.
Därefter var han under åren 1905-1910 skandinavisk representant för en engelsk exportfirma för textilmaskiner. Samma år, 1910, grundade han en egen agentur och maskinfirma i Borås. År 1919 ombildades firman till AB Hugo Hennig med Hugo Hennig själv som dess styrelseordförande och verkställande direktör.

## Stålsolvfabrik
Samma år övertog detta aktiebolag den av Hennig och hans svåger år 1907 grundade första stålsolvfabriken i Sverige, Svenska Stålsolvfabriken eller Svenska Stålsolffabriken, Hugo Hennig & Kompani i Borås, en järn- och stålmanufakturfabrik. Hennig, som drev verksamheten från 1907, tillverkade och sålde bland annat solv för mekaniska vävstolar. Med tiden blev företaget enbart försäljningsagentur för en mängd olika tillverkare av vävmaskiner och tillbehör för textilindustrin. Verksamheten drevs då under sönernas, Kurt och Hennigs ledning. En solv är ett vävredskap som i långa tider har gjorts av det slags bomullsgarn som används till att väva mattor av mattrasor, men idag gör nylonsolven sitt intåg i vävstolarna allt mer. Framför allt för att de är lättare att solva, det vill säga deras ögon är lättare att trä varptråden genom.
En solv är två parallella trådar som träs på de övre och nedre solvskaften. Mitt på solvet finns ett öga, som åstadkoms genom att en knut knyts i ögats övre kant och en knut i ögats nedre kant. På plastsolven är knutarna ersatta med en annan metod att åstadkomma ögat. Solv av metalltråd förekommer i jacquardvävstolar och elektriska vävstolar för mekanisk och industriell vävning. Solvskaftet, eller ett skaft, är ett arrangemang på en vävstol som höjer och sänker olika varptrådarna beroende på hur man trampar, och därmed skapar ett skäl, genom vilket man kan föra skytteln. Solvskaftet består av två skaftkäppar och de mellan dessa upphängda solven. Lattor är inom vävning de tvärgående hålförsedda solvkäppar som används i vävstolen för att styra riktningen av draget från tramporna till solvskaften.
Under åren 1897-1940 gjorde Hennig upprepade studieresor till Tyskland, Österrike, Ungern, Italien, Frankrike, Belgien, Holland, England, Irland och USA.
Från 1898 var Hennig sekreterare i Textilförbundet vid Vävskolan i Borås. Förbundets första sammanträde ägde rum den 19 december 1898. Förbundets syfte var "att bilda ett föreningsband mellan Väfskolan, dess lärjungar och dess därifrån utgångne elever, ..."

## Redaktör
Från 1902 var Hugo Hennig ansvarig redaktör och utgivare för tidskriften Skandinavisk Tidskrift för Textilindustri. Tidningen var tekniskt fackorgan för textilindustri och trycktes på AB Borås Tidnings Tryckeri. Tidningen startade 1902 och det var den första årgången. Tidningen trycktes ännu långt in på 1930- och 1940-talen.

## Linodlingskommittén
Hugo Hennig var ledamot i Linodlingskommittén från 1918 och från 1942 var han ordförande i Svenska Handelsagenters Förbunds sektion för råvaror, maskiner och förnödenheter för textilindustrin, den så kallade Seråmatex-sektionen (namnet Seråmatex är bildat av orden sektion, råvaror, maskiner och förnödenheter, textilindustrin). Föreningen hade grundats 23 oktober 1914. 1919 utgav Industristyrelsen en redogörelse för Linodlingskommitténs verksamhet under åren 1915-1918.
Inom scoutrörelsen var Hennig innehavare av Svenska Scoutförbundets Ht med flera utmärkelsetecken.

## Sönerna
Från 1924 blev sonen Kurt Hennig reseingenjör hos AB Hugo Hennig och från 1938 var han vice verkställande direktör i företaget. Den andre sonen Olof Hennig blev textilingenjör och styrelseledamot i företaget. Sonen Kurt Hennig avled 1947 och när Hugo Hennig avled 1951 blev sonen Olof Hennig direktör och innehavare av AB Hugo Hennig i Borås.

## Världsutställningar
Hugo Hennig besökte ett flertal världsutställningar, som är internationella utställningar av bland annat hantverks- och industriprodukter, teknik och konst.
År 1900 besökte Hugo Hennig Världsutställningen i Paris. År 1904 besökte han Världsutställningen i Saint Louis. Denna utställning, Världsutställningen i Saint Louis 1904. Vidare besökte Hennig bland annat Världsutställningen i Turin i Italien 1911 (Esposizione Internazionale delle Industrie e del lavor) och 1913 besökte han Världsutställningen i Gent i Belgien (Ghent International Exhibition), samt 1928 besökte han en utställning i Bryssel.

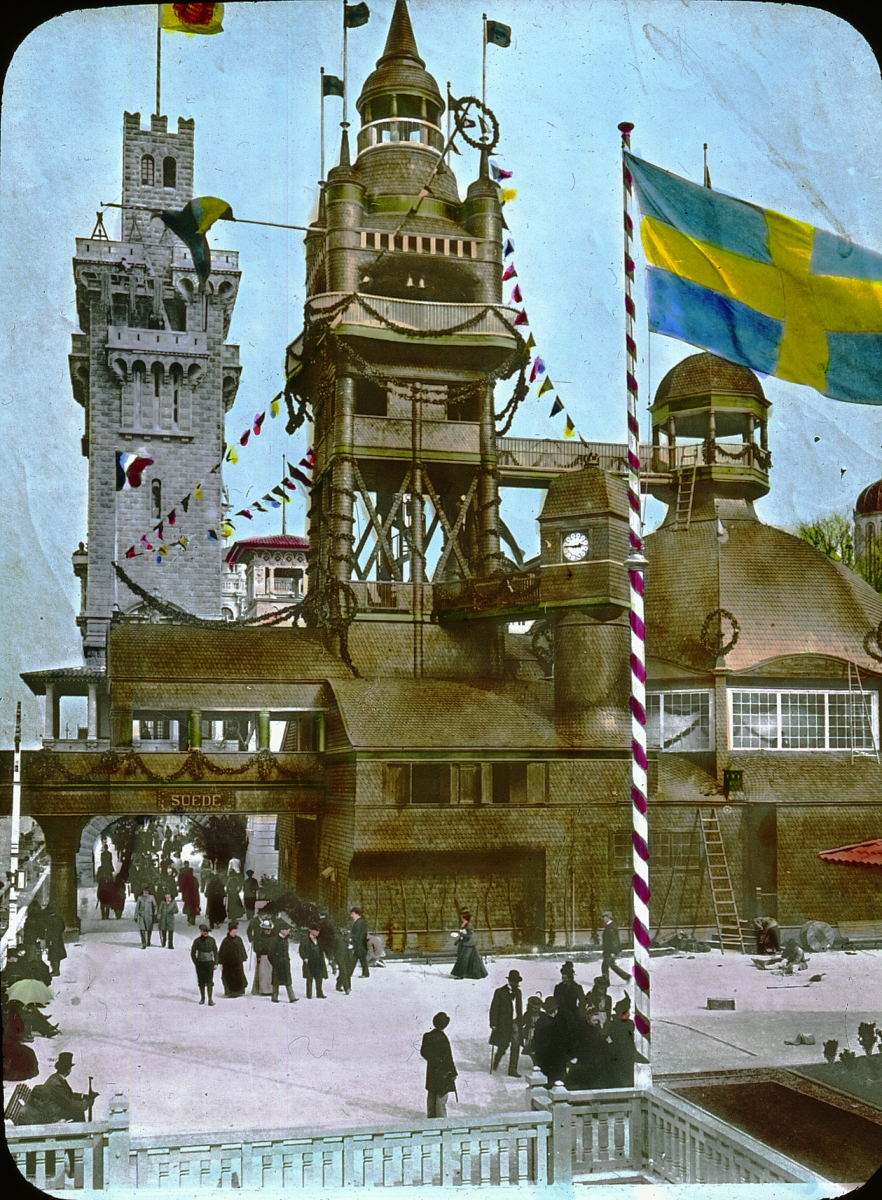
Sveriges paviljong på världsutställningen i Paris 1900, arkitekt var Ferdinand Boberg.
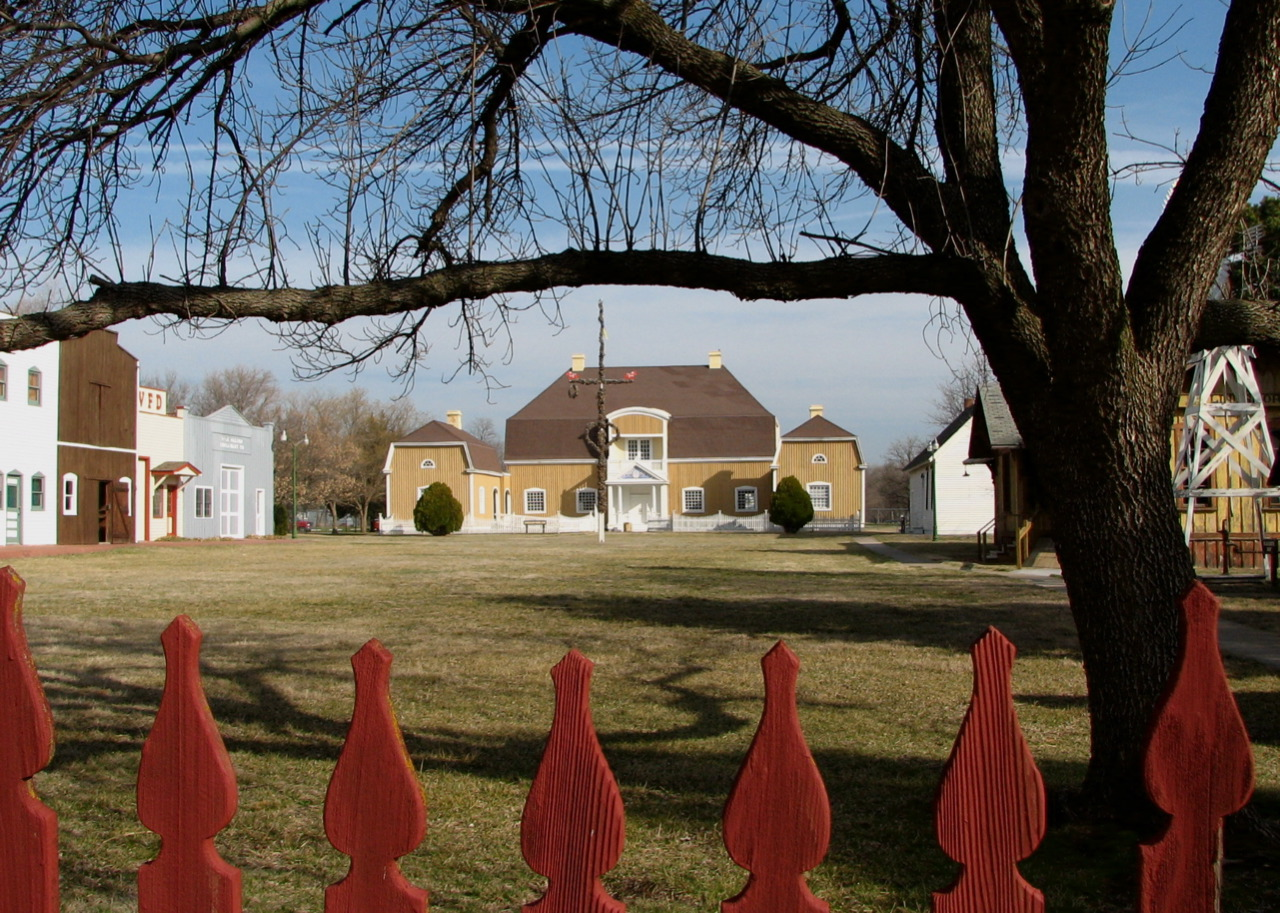
Den svenska utställningspaviljongen från Världsutställningen i Saint Louis 1904 i Missouri i USA ritades av Ferdinand Boberg och flyttades efter utställningen till Lindsborg, Kansas.
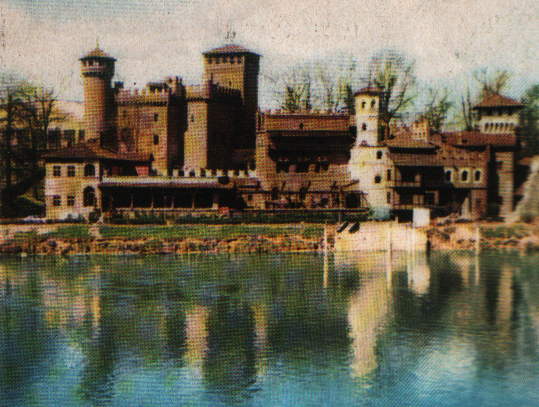
Världsutställningen i Turin 1911, Exposition International, hölls i Parco del Valentino i Turin i norra Italien.